# Zmiataczowate
Zmiataczowate (Pempheridae) – rodzina morskich i słonowodnych ryb z rzędu Acropomatiformes, wcześniej zaliczana do okoniokształtnych. Obejmuje 85 gatunków o długości nieprzekraczającej 20 cm. Występują w ciepłych, płytkich oceanicznych wodach przybrzeżnych i na szelfach, do 100 m głębokości. Prowadzą nocny tryb życia. Pływają zwykle w ławicach. Mają niewielką wartość użytkową.

## Klasyfikacja
Rodzaje zaliczane do tej rodziny:
- Parapriacanthus — Pempheris

Rodzajem typowym jest Pempheris.